# Mumbo Jumbo (youtuber)
Mumbo Jumbo, pseudoniem voor Oliver Brotherhood (Frimley, 1 december 1995) is een Brits youtuber. Hij maakt sinds 2012 Let's Play-video's over Minecraft. Zijn kanaal had in 2022 meer dan 8 miljoen abonnees. Mumbo Jumbo bouwt voornamelijk constructies met redstone, een fictief mineraal in het Minecraft-universum.